# 张二庄乡
张二庄乡是中国河北省邯郸市魏县下辖的一个乡。

## 行政区划
张二庄乡下辖张二庄东村、张二庄西村、张二庄前村、张二庄北村、后普安村、韩田教村、东留固村、北留固村、西烟村、东中烟村、北善村、南辛庄村、北辛庄村、北英封村、曹田教村、南英封村、大严屯村、中烟村、西普安村、南刘庄村、南阎庄村、刘田教村、第六店一村、第六店二村、第六店三村、西留固村、平村、南英封东村、张庄屯村、路庄村、军寨村、东普安村、宋屯村、礼教村。